# Vòng loại Cúp bóng đá nữ châu Á 2026
Vòng loại Cúp bóng đá nữ châu Á 2026 là giải đấu vòng loại cho Cúp bóng đá nữ châu Á 2026, lần thứ 21 của giải đấu bóng đá dành cho các đội tuyển nữ quốc gia do Liên đoàn bóng đá châu Á (AFC) tổ chức.
Tổng cộng có 12 đội giành quyền thi đấu tại vòng chung kết được tổ chức tại Úc. Đội chủ nhà cùng với ba đội dẫn đầu của giải đấu năm 2022 được đặc cách vào thẳng vòng chung kết, trong khi tám suất còn lại sẽ được xác định thông qua vòng loại. Đã có 34 đội tuyển nộp đơn đăng ký tham dự vòng loại.
Vòng loại này cũng sẽ đóng vai trò là vòng loại đầu tiên của khu vực châu Á cho Giải vô địch bóng đá nữ thế giới 2027 tại Brasil và Giải bóng đá nữ Thế vận hội Mùa hè 2028 tại Los Angeles.
Các đội được chia thành tám bảng, đội đứng đầu từ các bảng đấu sẽ giành quyền vào vòng chung kết.

## Bốc thăm
Lễ bốc thăm chia bảng diễn ra vào lúc 15:00 MST (UTC+8) ngày 27 tháng 3 năm 2025 tại trụ sở AFC ở Kuala Lumpur, Malaysia.
Lần đầu tiên trong lịch sử giải đấu, việc xếp hạt giống cho cả vòng loại và vòng chung kết được dựa trên bảng xếp hạng bóng đá nữ thế giới mới nhất của FIFA tại thời điểm bốc thăm. Trước đây, các đội được xếp hạt giống theo thành tích của họ tại vòng chung kết lần trước và xếp hạng ở vòng loại.
Ngày 26 tháng 2 năm 2025, AFC đã xác nhận tám quốc gia nộp đơn xin đăng cai tổ chức các bảng đấu trước buổi lễ bốc thăm. Vòng loại ban đầu bao gồm tám bảng, trong đó một bảng có 5 đội còn bảy bảng còn lại mỗi bảng chứa 4 đội. Tuy nhiên, vào ngày 2 tháng 3 năm 2025, FIFA đã dỡ bỏ lệnh đình chỉ đối với Liên đoàn bóng đá Pakistan, tạo điều kiện cho Pakistan tham gia vòng loại. Vì vậy, vòng loại sẽ có hai bảng gồm 5 đội và sáu bảng còn lại có 4 đội ở mỗi bảng.
| Những đội tự động vào vòng chung kết và không cần thi đấu vòng loại | Những đội tự động vào vòng chung kết và không cần thi đấu vòng loại                                                               | Những đội tự động vào vòng chung kết và không cần thi đấu vòng loại                                                                         | Những đội tự động vào vòng chung kết và không cần thi đấu vòng loại                                                                                              | Những đội tự động vào vòng chung kết và không cần thi đấu vòng loại |
| --- | --- | --- | --- | ------------------------------------------------------------------- |
| 1. Úc (16) (chủ nhà của vòng chung kết) 2. Nhật Bản (5) 3. Trung Quốc (17) 4. Hàn Quốc (19)                                                                              | | | |                                                                     |
| Tham dự vòng loại | | | |                                                                     |
| Nhóm 1 | Nhóm 2 | Nhóm 3 | Nhóm 4 | Nhóm 5                                                              |
| 1. CHDCND Triều Tiên (9) 2. Việt Nam (37) (H) 3. Philippines (41) 4. Đài Bắc Trung Hoa (42) 5. Thái Lan (47) (H) 6. Uzbekistan (50) (H) 7. Myanmar (55) (H) 8. Iran (68) | 1. Ấn Độ (69) 2. Jordan (74)(H) 3. Hồng Kông (80) 4. Bahrain (92) 5. Indonesia (94)(H) 6. Guam (96) 7. Nepal (99) 8. Mã Lai (102) | 1. Lào (107) 2. UAE (112) 3. Campuchia (118) (H) 4. Mông Cổ (126) 5. Liban (131) 6. Bangladesh (133) 7. Kyrgyzstan (135) 8. Palestine (136) | 1. Singapore (139) 2. Turkmenistan (141) 3. Tajikistan (155) (H) 4. Pakistan (157) 5. Sri Lanka (158) 6. Đông Timor (159) 7. Maldives (163) 8. Ả Rập Xê Út (166) | 1. Bhutan (171) 2. Iraq (173)                                       |

Không tham dự
- Syria (161)
- Ma Cao (175)
- Afghanistan (NR)
- Kuwait (NR)
- Qatar (NR)
- Quần đảo Bắc Mariana (N/A)[A]
- Brunei[B]
- Oman[B]
- Yemen[B]

Ghi chú:
- Các đội được in đậm là những đội giành quyền tham dự vòng chung kết.
- (H): Chủ nhà của các bảng đấu ở vòng loại được xác định trước lễ bốc thăm. Những đội này được lấy ra từ các nhóm hạt giống tương ứng và được đặt vào một nhóm riêng dành cho chủ nhà (Host Pot), không thể được xếp vào cùng một bảng.
- (NR): Không được xếp hạng

## Thể thức
Các đội tuyển trong mỗi bảng thi đấu vòng tròn một lượt tính điểm tại một địa điểm tập trung. Chỉ có đội nhất của mỗi bảng mới giành vé tham dự vòng chung kết Cúp bóng đá nữ châu Á 2026.

### Lịch thi đấu
Các trận đấu diễn ra trong khoảng thời gian từ ngày 23 tháng 6 đến ngày 5 tháng 7 và từ ngày 7 đến ngày 19 tháng 7 năm 2025.

### Các tiêu chí
Các đội được xếp hạng theo điểm (3 điểm cho một trận thắng, 1 điểm cho một trận hòa, 0 điểm cho một trận thua), và nếu bằng điểm, các tiêu chí sau đây sẽ được áp dụng theo thứ tự, để xác định thứ hạng (Quy định Điều 7.2.2):
1. Điểm trong các trận đối đầu trực tiếp giữa các đội bằng điểm;
2. Hiệu số bàn thắng bại trong các trận đối đầu trực tiếp giữa các đội bằng điểm;
3. Số bàn thắng ghi được trong các trận đối đầu trực tiếp giữa các đội bằng điểm;
4. Nếu có nhiều hơn hai đội bằng điểm và sau khi áp dụng tất cả các tiêu chí đối đầu ở trên, một nhóm nhỏ các đội vẫn còn bằng nhau, tất cả các tiêu chí đối đầu ở trên được áp dụng lại cho riêng nhóm này;
5. Hiệu số bàn thắng bại trong tất cả các trận đấu bảng;
6. Số bàn thắng ghi được trong tất cả các trận đấu bảng;
7. Sút luân lưu nếu chỉ có hai đội bằng điểm và gặp nhau ở lượt trận cuối cùng của bảng;
8. Điểm kỷ luật (thẻ vàng = 1 điểm, thẻ đỏ gián tiếp (hai thẻ vàng) = 3 điểm, thẻ đỏ trực tiếp = 3 điểm, thẻ vàng và thẻ đỏ trực tiếp = 4 điểm), đội có nhiều điểm hơn sẽ xếp thấp hơn;
9. Bốc thăm.

## Các bảng đấu

### Bảng A
- Tất cả các trận đấu được tổ chức tại Jordan. Trước đó, AFC đã phải hoãn các trận đấu của bảng A và dự tính dời địa điểm thi đấu sang Qatar do Chiến tranh Iran – Israel đang diễn ra.[12][3]
- Thời gian được liệt kê là UTC+3.

| VT | Đội        | ST | T | H | B | BT | BB | HS  | Đ | Giành quyền tham dự |
| -- | ---------- | -- | - | - | - | -- | -- | --- | - | ------------------- |
| 1  | Iran       | 4  | 3 | 0 | 1 | 14 | 5  | +9  | 9 | Vòng chung kết      |
| 2  | Jordan (H) | 4  | 3 | 0 | 1 | 13 | 2  | +11 | 9 |                     |
| 3  | Bhutan     | 4  | 2 | 0 | 2 | 6  | 13 | −7  | 6 |                     |
| 4  | Liban      | 4  | 2 | 0 | 2 | 5  | 7  | −2  | 6 |                     |
| 5  | Singapore  | 4  | 0 | 0 | 4 | 2  | 13 | −11 | 0 |                     |

1. 1 2  Điểm đối đầu: Iran 3, Jordan 0.
2. 1 2  Điểm đối đầu: Bhutan 3, Liban 0.

| Bhutan                          | 3–2      | Singapore                          |
| ------------------------------- | -------- | ---------------------------------- |
| - Bidha 1' - Edon 67' - Rai 87' | Chi tiết | - Ganeswaran 10' - Edon 26' (l.n.) |

| Liban | 0–4      | Jordan                                          |
| ----- | -------- | ----------------------------------------------- |
|       | Chi tiết | - Jbarah 8', 20' - Al-Bitar 32' - Abu Tayeh 77' |

| Singapore | 0–4      | Iran                                         |
| --------- | -------- | -------------------------------------------- |
|           | Chi tiết | - Shaban 18', 77' - Didar 47' - Ghanbari 86' |

| Bhutan                | 2–1      | Liban        |
| --------------------- | -------- | ------------ |
| - Tshering 45+2', 86' | Chi tiết | - Khoury 81' |

| Iran                                                                                      | 7–1      | Bhutan       |
| ----------------------------------------------------------------------------------------- | -------- | ------------ |
| - Alizadehkaryak 3' - Shaban 6', 10' - Zandi 38' - Ghanbari 81' - Zolfi 83' - Tamrian 85' | Chi tiết | - Lhazom 12' |

| Jordan                                                         | 5–0      | Singapore |
| -------------------------------------------------------------- | -------- | --------- |
| - Jbarah 9', 64' - Al-Bitar 43' - Al-Jamaeen 66' - Sweilem 84' | Chi tiết |           |

| Liban                  | 3–1      | Iran         |
| ---------------------- | -------- | ------------ |
| - Maalouf 5', 22', 71' | Chi tiết | - Shaban 57' |

| Jordan                                            | 3–0      | Bhutan |
| ------------------------------------------------- | -------- | ------ |
| - Jbarah 4' - Al-Majali 39' (ph.đ.) - Akroush 79' | Chi tiết |        |

| Singapore | 0–1      | Liban          |
| --------- | -------- | -------------- |
|           | Chi tiết | - Iskandar 64' |

| Iran                    | 2–1      | Jordan              |
| ----------------------- | -------- | ------------------- |
| - Didar 47' - Zandi 81' | Chi tiết | - Amineh 88' (l.n.) |

### Bảng B
- Tất cả các trận đấu được tổ chức tại Thái Lan.
- Thời gian được liệt kê là UTC+7.

| VT | Đội          | ST | T | H | B | BT | BB | HS  | Đ  | Giành quyền tham dự |
| -- | ------------ | -- | - | - | - | -- | -- | --- | -- | ------------------- |
| 1  | Ấn Độ        | 4  | 4 | 0 | 0 | 24 | 1  | +23 | 12 | Vòng chung kết      |
| 2  | Thái Lan (H) | 4  | 3 | 0 | 1 | 23 | 2  | +21 | 9  |                     |
| 3  | Đông Timor   | 4  | 1 | 1 | 2 | 3  | 9  | −6  | 4  |                     |
| 4  | Iraq         | 4  | 1 | 1 | 2 | 5  | 14 | −9  | 4  |                     |
| 5  | Mông Cổ      | 4  | 0 | 0 | 4 | 3  | 32 | −29 | 0  |                     |

| Mông Cổ | 0–13     | Ấn Độ |
| ------- | -------- | --- |
|         | Chi tiết | - Basfore 8' - Guguloth 20', 59' - Xaxa 29', 45', 46', 52', 55' - Haldar 67' - Prasad 71' - Selladurai 73', 86' - Dangmei 75' (ph.đ.) |

| Iraq | 0–0      | Đông Timor |
| ---- | -------- | ---------- |
|      | Chi tiết |            |

| Iraq                                                     | 5–2      | Mông Cổ                           |
| -------------------------------------------------------- | -------- | --------------------------------- |
| - Al-Jawahiri 9', 27', 46' - Al-Ghazawi 18' - Khalaf 34' | Chi tiết | - Bayanmunkh 8' - Badamkhatan 25' |

| Đông Timor | 0–4      | Thái Lan                                    |
| ---------- | -------- | ------------------------------------------- |
|            | Chi tiết | - Saowalak 6', 31', 45' - Ploychompoo 90+2' |

| Ấn Độ                                    | 4–0      | Đông Timor |
| ---------------------------------------- | -------- | ---------- |
| - Kalyan 12', 80' - Tamang 58' - Kom 85' | Chi tiết |            |

| Thái Lan                                                                                   | 7–0      | Iraq |
| ------------------------------------------------------------------------------------------ | -------- | ---- |
| - Wiranya 13', 77', 82' - Pichayatida 36' - Panittha 45+3' - Karnjanathat 58', 65' (ph.đ.) | Chi tiết |      |

| Ấn Độ                                                                         | 5–0      | Iraq |
| ----------------------------------------------------------------------------- | -------- | ---- |
| - Basfore 14' - Kalyan 44' - Angamuthu 48' - Phanjoubam 64' - Nongmaithem 80' | Chi tiết |      |

| Mông Cổ | 0–11     | Thái Lan |
| ------- | -------- | --- |
|         | Chi tiết | - Thawanrat 3', 90+2' - Saowalak 4' - Thanchanok 12', 45+1' - Pattaranan 29', 52', 79' - Karnjanathat 49' (ph.đ.), 66', 90+3' |

| Đông Timor                                        | 3–1      | Mông Cổ                  |
| ------------------------------------------------- | -------- | ------------------------ |
| - V. Fernandes 29' - Da Conceição 56' - Costa 62' | Chi tiết | - B. da Costa 11' (l.n.) |

| Thái Lan         | 1–2      | Ấn Độ              |
| ---------------- | -------- | ------------------ |
| - Chatchawan 48' | Chi tiết | - Basfore 29', 74' |

### Bảng C
- Tất cả các trận đấu được tổ chức tại Myanmar.
- Thời gian được liệt kê là UTC+6:30.

| VT | Đội          | ST | T | H | B | BT | BB | HS  | Đ | Giành quyền tham dự |
| -- | ------------ | -- | - | - | - | -- | -- | --- | - | ------------------- |
| 1  | Bangladesh   | 3  | 3 | 0 | 0 | 16 | 1  | +15 | 9 | Vòng chung kết      |
| 2  | Myanmar (H)  | 3  | 2 | 0 | 1 | 15 | 2  | +13 | 6 |                     |
| 3  | Bahrain      | 3  | 0 | 1 | 2 | 2  | 15 | −13 | 1 |                     |
| 4  | Turkmenistan | 3  | 0 | 1 | 2 | 2  | 17 | −15 | 1 |                     |

| Myanmar | 8–0      | Turkmenistan |
| --- | -------- | ------------ |
| - Win Win 11', 28', 38' - Khin Mo Mo Tun 45', 76' - San Thaw Thaw 48' - May Htet Lu 52' - Tun Shwe Yee 90+4' | Chi tiết |              |

| Bahrain | 0–7      | Bangladesh                                                                                                |
| ------- | -------- | --- |
|         | Chi tiết | - Shamsunnahar Jr. 10' - R. Chakma 15' - Kisku 40' - Khatun 45+2', 45+3' - Al-Ali 59' (l.n.) - Akhter 74' |

| Bangladesh           | 2–1      | Myanmar       |
| -------------------- | -------- | ------------- |
| - R. Chakma 19', 70' | Chi tiết | - Win Win 89' |

| Turkmenistan                    | 2–2      | Bahrain                     |
| ------------------------------- | -------- | --------------------------- |
| - Çaryýewa 84' - Alymjanowa 89' | Chi tiết | - Sabkar 87' - Al-Isa 90+6' |

| Myanmar                                                                                              | 6–0      | Bahrain |
| --- | -------- | ------- |
| - Shwe Yee Tun 40', 42' - Khin Mo Mo Tun 40+5' - Win Theingi Tun 52' - May Htet Lu 57' - Win Win 73' | Chi tiết |         |

| Bangladesh                                                                             | 7–0      | Turkmenistan |
| -------------------------------------------------------------------------------------- | -------- | ------------ |
| - Rani 4' - Shamsunnahar Jr. 6', 13' - M. Chakma 16' - R. Chakma 17', 41' - Khatun 20' | Chi tiết |              |

### Bảng D
- Tất cả các trận đấu được tổ chức tại Indonesia.
- Thời gian được liệt kê là UTC+7.

| VT | Đội               | ST | T | H | B | BT | BB | HS  | Đ | Giành quyền tham dự |
| -- | ----------------- | -- | - | - | - | -- | -- | --- | - | ------------------- |
| 1  | Đài Bắc Trung Hoa | 3  | 3 | 0 | 0 | 13 | 1  | +12 | 9 | Vòng chung kết      |
| 2  | Pakistan          | 3  | 2 | 0 | 1 | 4  | 9  | −5  | 6 |                     |
| 3  | Indonesia (H)     | 3  | 1 | 0 | 2 | 2  | 4  | −2  | 3 |                     |
| 4  | Kyrgyzstan        | 3  | 0 | 0 | 3 | 1  | 6  | −5  | 0 |                     |

| Đài Bắc Trung Hoa | 8–0      | Pakistan |
| --- | -------- | -------- |
| - Pu Hsin-hui 14', 86' - Chen Jin-wen 16' - Su Yu-hsuan 40' - Hsu Yi-yun 66' - Liu Yu-chiao 88' - He Jia-shiuan 90+1', 90+2' | Chi tiết |          |

| Indonesia   | 1–0      | Kyrgyzstan |
| ----------- | -------- | ---------- |
| - Warps 66' | Chi tiết |            |

| Kyrgyzstan | 0–3      | Đài Bắc Trung Hoa                                          |
| ---------- | -------- | ---------------------------------------------------------- |
|            | Chi tiết | - Su Sin-yun 45' - Su Yu-hsuan 65' - Matsunaga 70' (ph.đ.) |

| Pakistan                        | 2–0      | Indonesia |
| ------------------------------- | -------- | --------- |
| - Nadia 8' - Hirani 19' (ph.đ.) | Chi tiết |           |

| Kyrgyzstan     | 1–2      | Pakistan                  |
| -------------- | -------- | ------------------------- |
| - Gaparova 69' | Chi tiết | - Mahmood 4', 26' (ph.đ.) |

| Đài Bắc Trung Hoa                    | 2–1      | Indonesia    |
| ------------------------------------ | -------- | ------------ |
| - Su Yu-hsuan 15' - Liu Yu-chiao 75' | Chi tiết | - Helsya 48' |

### Bảng E
- Tất cả các trận đấu được tổ chức tại Việt Nam.
- Thời gian được liệt kê là UTC+7.

| VT | Đội          | ST | T | H | B | BT | BB | HS  | Đ | Giành quyền tham dự |
| -- | ------------ | -- | - | - | - | -- | -- | --- | - | ------------------- |
| 1  | Việt Nam (H) | 3  | 3 | 0 | 0 | 17 | 0  | +17 | 9 | Vòng chung kết      |
| 2  | UAE          | 3  | 1 | 1 | 1 | 5  | 6  | −1  | 4 |                     |
| 3  | Guam         | 3  | 1 | 1 | 1 | 3  | 4  | −1  | 4 |                     |
| 4  | Maldives     | 3  | 0 | 0 | 3 | 0  | 15 | −15 | 0 |                     |

| Guam | 0–0      | UAE |
| ---- | -------- | --- |
|      | Chi tiết |     |

| Việt Nam | 7–0      | Maldives |
| --- | -------- | -------- |
| - Ngân Thị Vạn Sự 7', 11' - Nguyễn Thị Bích Thùy 14' - Nguyễn Thị Vạn 25' - Nguyễn Thị Mỹ Anh 30' - Ngọc Minh Chuyên 44' - Phạm Hải Yến 67' | Chi tiết |          |

| Maldives | 0–3      | Guam                    |
| -------- | -------- | ----------------------- |
|          | Chi tiết | - Bartosh 45', 56', 75' |

| UAE | 0–6      | Việt Nam |
| --- | -------- | --- |
|     | Chi tiết | - Chương Thị Kiều 11' - Thái Thị Thảo 14' - Nguyễn Thị Vạn 43', 51' - Phạm Hải Yến 64' - Ngân Thị Vạn Sự 90+4' |

| UAE                                                         | 5–0      | Maldives |
| ----------------------------------------------------------- | -------- | -------- |
| - Al Zaabi 28', 45+4', 47' - Al Hosani 68' - Al Hazmi 90+1' | Chi tiết |          |

| Việt Nam                                                               | 4–0      | Guam |
| ---------------------------------------------------------------------- | -------- | ---- |
| - Nguyễn Thị Vạn 1' - Nguyễn Thị Bích Thùy 13', 25' - Phạm Hải Yến 73' | Chi tiết |      |

### Bảng F
- Tất cả các trận đấu được tổ chức tại Uzbekistan.
- Thời gian được liệt kê là UTC+5.

| VT | Đội            | ST | T | H | B | BT | BB | HS  | Đ | Giành quyền tham dự |
| -- | -------------- | -- | - | - | - | -- | -- | --- | - | ------------------- |
| 1  | Uzbekistan (H) | 3  | 2 | 1 | 0 | 20 | 3  | +17 | 7 | Vòng chung kết      |
| 2  | Nepal          | 3  | 2 | 1 | 0 | 20 | 3  | +17 | 7 |                     |
| 3  | Lào            | 3  | 1 | 0 | 2 | 2  | 16 | −14 | 3 |                     |
| 4  | Sri Lanka      | 3  | 0 | 0 | 3 | 0  | 20 | −20 | 0 |                     |

1. 1 2  Nepal và Uzbekistan bằng nhau về hiệu số bàn thắng bại và số bàn thắng ghi được. Loạt sút luân lưu được sử dụng để xác định thứ hạng cuối cùng.

| Nepal                                                                                             | 9–0      | Lào |
| ------------------------------------------------------------------------------------------------- | -------- | --- |
| - Basnet 12', 83' - Bhandari 45', 55', 74', 79' - Limbu 47' - Ghising 57' - Inthaphone 88' (l.n.) | Chi tiết |     |

| Uzbekistan                                                                                     | 10–0     | Sri Lanka |
| ---------------------------------------------------------------------------------------------- | -------- | --------- |
| - Kudratova 3', 7', 52', 73' - Karachik 18', 20' - Khabibullaeva 31', 87', 88' - Shoyimova 68' | Chi tiết |           |

| Sri Lanka | 0–8      | Nepal                                                                              |
| --------- | -------- | ---------------------------------------------------------------------------------- |
|           | Chi tiết | - G. Rana 7', 55' - Bhandari 14', 36', 40' - Thokar 62' - Poudel 78' - P. Rana 89' |

| Lào | 0–7      | Uzbekistan                                                                                       |
| --- | -------- | ------------------------------------------------------------------------------------------------ |
|     | Chi tiết | - Khabibullaeva 23' - Zoirova 34' - Kudratova 48', 90+3' - Shoyimova 81', 90+2' - Aminjonova 85' |

| Lào                                        | 2–0      | Sri Lanka |
| ------------------------------------------ | -------- | --------- |
| - Anuradhini 72' (l.n.) - Inthaphone 90+2' | Chi tiết |           |

| Uzbekistan                                                      | 3–3 | Nepal                                   |
| --------------------------------------------------------------- | --- | --------------------------------------- |
| - Khabibullaeva 2' - Ghimire 11' (l.n.) - Shoyimova 39' (ph.đ.) |     | - Bhandari 24', 73' - Rana 71'          |
| Loạt sút luân lưu                                               |     |                                         |
| - Shoyimova - Zoirova - Khikmatova - Aminjonova                 | 4–2 | - Bhandari - Rana - S. Magar - A. Magar |

### Bảng G
- Tất cả các trận đấu được tổ chức tại Campuchia.
- Thời gian được liệt kê là UTC+7.

| VT | Đội           | ST | T | H | B | BT | BB | HS  | Đ | Giành quyền tham dự |
| -- | ------------- | -- | - | - | - | -- | -- | --- | - | ------------------- |
| 1  | Philippines   | 3  | 3 | 0 | 0 | 10 | 0  | +10 | 9 | Vòng chung kết      |
| 2  | Hồng Kông     | 3  | 1 | 1 | 1 | 2  | 2  | 0   | 4 |                     |
| 3  | Campuchia (H) | 3  | 1 | 1 | 1 | 3  | 8  | −5  | 4 |                     |
| 4  | Ả Rập Xê Út   | 3  | 0 | 0 | 3 | 1  | 6  | −5  | 0 |                     |

| Philippines                            | 3–0      | Ả Rập Xê Út |
| -------------------------------------- | -------- | ----------- |
| - Sawicki 16' - Serrano 55' - Pino 81' | Chi tiết |             |

| Hồng Kông              | 1–1      | Campuchia    |
| ---------------------- | -------- | ------------ |
| - Leung H. 31' (ph.đ.) | Chi tiết | - Sothan 82' |

| Ả Rập Xê Út | 0–1      | Hồng Kông        |
| ----------- | -------- | ---------------- |
|             | Chi tiết | - Tsang L.M. 62' |

| Campuchia | 0–6      | Philippines                                                                   |
| --------- | -------- | ----------------------------------------------------------------------------- |
|           | Chi tiết | - Pino 18' - Serrano 19', 36' - Nimol 40' (l.n.) - Long 48' - C. McDaniel 56' |

| Philippines      | 1–0      | Hồng Kông |
| ---------------- | -------- | --------- |
| - C. McDaniel 4' | Chi tiết |           |

| Campuchia                         | 2–1      | Ả Rập Xê Út     |
| --------------------------------- | -------- | --------------- |
| - Sovanmony 84' - Serysitha 90+5' | Chi tiết | - Al-Angari 79' |

### Bảng H
- Tất cả các trận đấu được tổ chức tại Tajikistan.
- Thời gian được liệt kê là UTC+5.

| VT | Đội               | ST | T | H | B | BT | BB | HS  | Đ | Giành quyền tham dự |
| -- | ----------------- | -- | - | - | - | -- | -- | --- | - | ------------------- |
| 1  | CHDCND Triều Tiên | 3  | 3 | 0 | 0 | 26 | 0  | +26 | 9 | Vòng chung kết      |
| 2  | Malaysia          | 3  | 2 | 0 | 1 | 2  | 6  | −4  | 6 |                     |
| 3  | Palestine         | 3  | 1 | 0 | 2 | 3  | 11 | −8  | 3 |                     |
| 4  | Tajikistan (H)    | 3  | 0 | 0 | 3 | 0  | 14 | −14 | 0 |                     |

| Malaysia      | 1–0      | Palestine |
| ------------- | -------- | --------- |
| Farahiyah 86' | Chi tiết |           |

| CHDCND Triều Tiên | 10–0     | Tajikistan |
| --- | -------- | ---------- |
| - Kim Kyong-yong 9', 39', 41', 45+4' (ph.đ.) - Myong Yu-jong 23' - Hong Song-ok 26' - Ri Hak 28', 36' - Han Jin-hong 54' - Kim Song-gyong 62' (ph.đ.) | Chi tiết |            |

| Palestine | 0–10     | CHDCND Triều Tiên |
| --------- | -------- | --- |
|           | Chi tiết | - Kim Kyong-yong 13', 45+2' - Ri Hak 27' - Chae Un-yong 29' - Myong Yu-jong 31', 45+3', 62', 88' (ph.đ.) - Kord 58' (l.n.) - Kim Song-gyong 90+4' |

| Tajikistan | 0–1      | Malaysia        |
| ---------- | -------- | --------------- |
|            | Chi tiết | Hanrietta 90+2' |

| CHDCND Triều Tiên                                                                          | 6–0      | Malaysia |
| ------------------------------------------------------------------------------------------ | -------- | -------- |
| - Kim Hye-yong 39' - Myong Yu-jong 46' - Kim Kyong-yong 52', 55', 78' - Ri Hye-gyong 90+6' | Chi tiết |          |

| Palestine                      | 3–0      | Tajikistan |
| ------------------------------ | -------- | ---------- |
| - Halim 49' - Youssef 69', 74' | Chi tiết |            |

## Các đội tuyển tham dự vòng chung kết
Chủ nhà Úc và ba đội có thành tích tốt nhất ở giải đấu năm 2022 tự động vượt qua vòng loại. 
Các đội tuyển dưới đây đã giành quyền tham dự giải đấu:

| Đội tuyển         | Tư cách tham dự | Ngày giành quyền tham dự | Tổng số lần tham dự vòng chung kết | Lần tham dự gần nhất | Thành tích tốt nhất                                            | Xếp hạng FIFA tháng 6 năm 2025 |
| ----------------- | --------------- | ------------------------ | ---------------------------------- | -------------------- | -------------------------------------------------------------- | ------------------------------ |
| Úc                | Chủ nhà         | 15 tháng 5 năm 2024      | 7 lần                              | 2022                 | Vô địch (2010)                                                 | 15                             |
| Trung Quốc        | Vô địch 2022    | 18 tháng 12 năm 2024     | 16 lần                             | 2022                 | Vô địch (1986, 1989, 1991, 1993, 1995, 1997, 1999, 2006, 2022) | 17                             |
| Hàn Quốc          | Á quân 2022     | 18 tháng 12 năm 2024     | 14 lần                             | 2022                 | Á quân (2022)                                                  | 21                             |
| Nhật Bản          | Hạng ba 2022    | 18 tháng 12 năm 2024     | 18 lần                             | 2022                 | Vô địch (2014, 2018)                                           | 7                              |
| Bangladesh        | Nhất bảng C     | 2 tháng 7 năm 2025       | 1 lần                              | —                    | Lần đầu tham dự                                                | 128                            |
| Philippines       | Nhất bảng G     | 5 tháng 7 năm 2025       | 11 lần                             | 2022                 | Bán kết (2022)                                                 | 41                             |
| Việt Nam          | Nhất bảng E     | 5 tháng 7 năm 2025       | 10 lần                             | 2022                 | Hạng 6 (2014, 2022)                                            | 37                             |
| Ấn Độ             | Nhất bảng B     | 5 tháng 7 năm 2025       | 10 lần                             | 2022                 | Á quân (1980, 1983)                                            | 70                             |
| Đài Bắc Trung Hoa | Nhất bảng D     | 5 tháng 7 năm 2025       | 15 lần                             | 2022                 | Vô địch (1977, 1980, 1981)                                     | 42                             |
| CHDCND Triều Tiên | Nhất bảng H     | 5 tháng 7 năm 2025       | 11 lần                             | 2010                 | Vô địch (2001, 2003, 2008)                                     | 9                              |
| Uzbekistan        | Nhất bảng F     | 5 tháng 7 năm 2025       | 6 lần                              | 2003                 | Vòng bảng (1995, 1997, 1999, 2001, 2003)                       | 51                             |
| Iran              | Nhất bảng A     | 19 tháng 7 năm 2025      | 2 lần                              | 2022                 | Vòng bảng (2022)                                               | 68                             |

## Cầu thủ ghi bàn
Đã có 267 bàn thắng ghi được trong 56 trận đấu, trung bình 4.77 bàn thắng mỗi trận đấu.
9 bàn thắng
- Sabitra Bhandari
- Kim Kyong-yong

6 bàn thắng
- Myong Yu-jong
- Nifular Kudratova

5 bàn thắng
- Ritu Porna Chakma
- Pyari Xaxa
- Fatemeh Shaban
- Maysa Jbarah
- Win Win
- Karnjanathat Phomsri
- Diyorakhon Khabibullaeva

4 bàn thắng
- Sangita Basfore
- Saowalak Peng-ngam
- Nguyễn Thị Vạn
- Maftuna Shoyimova

3 bàn thắng
- Shamsunnahar Jr.
- Su Yu-hsuan
- Rebecca Bartosh
- Manisha Kalyan
- Nur Al-Jawahiri
- Christy Maalouf
- Khin Mo Mo Tun
- Shwe Yee Tun
- Gita Rana
- Ri Hak
- Meryll Serrano
- Wiranya Kwaenkasikarm
- Pattaranan Aupachai
- Salha Al-Zaabi
- Ngân Thị Vạn Sự
- Nguyễn Thị Bích Thùy
- Phạm Hải Yến

2 bàn thắng
- Tohura Khatun
- Pema Choden Tshering
- He Jia-shiuan
- Pu Hshin-hui
- Liu Yu-chiao
- Soumya Guguloth
- Priyadharshini Selladurai
- Zahra Ghanbari
- Sara Didar
- Negin Zandi
- Bana Al-Bitar
- Anita Basnet
- May Hlet Lu
- Kim Song-gyong
- Thanchanok Cheunarom
- Mariam Mahmood
- Nour Youssef
- Alexa Pino
- Chandler McDaniel
- Thawanrat Promthongmee
- Lyudmila Karachik

1 bàn thắng
- Leleya Sabkar
- Hessa Al-Isa
- Munki Akhter
- Kohati Kisku
- Monika Chakma
- Sapna Rani
- Tohura Khatun
- Yeshey Bidha
- Dorji Edon
- Sunita Rai
- Deki Lhazom
- Voeun Sothan
- Heng Sovanmony
- Vibol Serysitha
- Chen Jin-wen
- Hsu Yi-yun
- Liu Yu-chiao
- Su Yu-hsuan
- Leung Hong Kiu Anke
- Tsang Lai-Mae
- Sangita Basfore
- Grace Dangmei
- Rimpa Haldar
- Lynda Kom
- Malavika Prasad
- Anju Tamang
- Karthika Angamuthu
- Nirmala Devi Phanjoubam
- Nongmaithem Ratanbala Devi
- Isa Warps
- Zahra Alizadehkaryak
- Mohaddesh Zolfi
- Roujin Tamrian
- Tbarek Al-Ghazawi
- Hoda Khalaf
- Farah Abu Tayeh
- Enas Al-Jamaeen
- Mai Sweilem
- Ayah Al-Majali
- Celine Akroush
- Alina Gaparova
- Saysomone Inthaphone
- Pilar Khoury
- Lili Iskandar
- Farahiyah Muhammad Ridzuan
- Henrietta Justine
- Ulziibayar Badamkhatan
- Munkhzul Bayanmukh
- Win Theingi Tun
- San Thaw Thaw
- Rashmi Ghising
- Saru Limbu
- Nisha Thokar
- Rekha Poudel
- Puja Rana
- Chae Un-yong
- Han Jin-hong
- Hong Song-ok
- Kim Hye-yong
- Ri Hye-gyong
- Dalia Asad Halim
- Alexa Pino
- Jaclyn Sawicki
- Meryll Serrano
- Hali Long
- Moudi Abdulmohsen Al-Angari
- Ardhra Ganeswaran
- Panittha Jeeratanapavibul
- Pichayatida Manowang
- Ploychompoo Somnuek
- Chatchawan Rodthong
- Vanessa Filomena Fernandes
- Maria Auxiliadora Da Conceição
- Dolores Verdiana Costa
- Mariýa Çaryýewa
- Laçyn Alymjanowa
- Maftuna Shoyimova
- Umida Zoirova
- Asalkhon Aminjonova
- Chương Thị Kiều
- Nguyễn Thị Bích Thùy
- Nguyễn Thị Mỹ Anh
- Ngọc Minh Chuyên
- Thái Thị Thảo

1 bàn phản lưới nhà
- Rawan Nabeel Al Ali (trận gặp Bangladesh)
- Dorji Edon (trận gặp Singapore)
- Somrit Nimol (trận gặp Philippines)
- Fatemeh Amineh (trận gặp Jordan)
- Saysamone Inthaphone (trận gặp Nepal)
- Samikshya Ghimire (trận gặp Uzbekistan)
- Sara Kord (trận gặp Triều Tiên)
- Ashani Anuradhini (trận gặp Lào)
- Brigida Garica da Costa (trận gặp Mông Cổ)